# Privodino
Privodino (in lingua russa Приводино) è una città situata in Russia, nell'Oblast' di Arcangelo, più precisamente nel Kotlasskij rajon.